# Тима Юрій Казимирович
Юрій Казимирович Тима (нар. 29 жовтня 1966, місто Тернопіль Тернопільської області) — український діяч, голова Тернопільського обласного комітету УНА. Народний депутат України 2-го скликання.

## Біографія
Народився у родині вчителів.
У 1983—1984 роках — столяр Тернопільського виробничого об'єднання «Ватра».
У 1984—1986 роках — служба в Радянській армії.
У 1986—1987 роках — столяр Тернопільського заводу «Оріон».
У 1987—1992 роках — студент Тернопільського педагогічного інституту, вчитель української мови і літератури.
У 1988—1990 роках — член Української Гельсинської Спілки. Делегат Установчого з'їзду Руху. З 1990 року — голова Тернопільської обласної організації Української націоналістичної спілки.
Є автором (спільно з Андрієм Бешем) гасла «Слава нації! Смерть ворогам!»
У 1992 році брав участь у придністровському конфлікті від ройового до заступника головного командира УНСО Придністровської Молдавської Республіки (ПМР) з ідеологічної і виховної роботи. 
У 1992—1994 роках — голова Тернопільського обласного комітету Української народної асамблеї (УНА).
Народний депутат України 2-го демократичного скликання з .03.1994 (1-й тур) до .04.1998, Чортківський виборчий округ № 365, Тернопільська область. Член Комітету з питань прав людини, національних меншин і міжнаціональних відносин. Позафракційний.
Тимчасово не працював.
З лютого 2001 року — член ради акцій протесту, представник Громадянського комітету захисту Конституції «Україна без Кучми» для ведення переговорів з представниками режиму.
Голова виконкому УНА, член Проводу УНА (до липня 2002).
З 2003 року — Голова Всеукраїнської громадської організації «Українська народна асамблея—Українська національна солідарна організація».
З 2007 року — головний спеціаліст Міністерства з питань житлово комунального господарства, Міністерства регіонального розвитку, будівництва та житлово-комунального господарства.
З 2016 року — головний спеціаліст відділу стратегічного розвитку у сфері комунальних послуг Департаменту стратегічного розвитку та планування Національної комісії, що здійснює державне регулювання у сферах енергетики та комунальних послуг.